# Bulbophyllum viridescens
Bulbophyllum viridescens är en orkidéart som beskrevs av Henry Nicholas Ridley. Bulbophyllum viridescens ingår i släktet Bulbophyllum och familjen orkidéer. Inga underarter finns listade i Catalogue of Life.